# Kostamo
Kostamo är en sjö i kommunen Rautjärvi i landskapet Södra Karelen i Finland. Sjön ligger 94,5 meter över havet. Den är 14,47 meter djup. Arean är 1,25 kvadratkilometer och strandlinjen är 12,84 kilometer lång. Sjön  ingår i Vuoksens huvudavrinningsområde.   Den ligger omkring 59 km nordöst om Villmanstrand och omkring 260 km nordöst om Helsingfors. 
I sjön finns öarna Mykriensaari, Yläsaari och Alasaari. Kostamo ligger väster om Nurmijärvi. 